# Would You?
«Would You?» — песня бельгийской певицы Айрис, представляющая страну на музыкальном конкурсе Евровидение 2012. Сингл стал вторым с её студийного альбома Seventeen и вышел в формате цифровой дистрибуции 18 марта 2012 года. Авторами песни являются Нина Самперманс, Жан Боско Сафари и Уолтер Маннертс. 7 апреля 2012 года песня дебютировала в бельгийском хит-параде Ultratop. Айрис выступила с песней «Would You?» в первом полуфинале Евровидения 2012 22 мая под 8-м порядковым номером. В финал не прошла.
Песня, с которой Айрис выступила на международной сцене в Баку, выбиралась телезрителями на конкурсе Eurosong 2012, прошедшем 17 марта. Зрители выбирали между композициями «Would You?» и «Safety Net»; первая набрала 53 % голосов.

## Список композиций
Digital download
1. «Would You» — 2:59

- Вокал — Айрис
- Продюсеры — Guus Fluit, Wouter Vander Veken
- Текст песни — Jean Bosco Safari, Walter Mannaerts, Nina Sampermans
- Звукозаписывающий лейбл: SonicAngel

## Позиции в чартах
| Чарт (2012)                    | Наивысшая позиция |
| ------------------------------ | ----------------- |
| Бельгия/Фландрия (Ultratop 50) | 19                |

## Хронология релизов
| Страна  | Дата          | Формат               | Лейбл      |
| ------- | ------------- | -------------------- | ---------- |
| Бельгия | 18 марта 2012 | цифровая дистрибуция | SonicAngel |